# نوكو محمد أمير الدين
نوكو محمد أمير الدين (بالإندونيسية: Nuku Muhammad Amiruddin)‏ (1738-1805), المعروف أيضا باسم الأمير نوكو أو سلطان نوكو , كان سلطان تيدور. حارب الإستعمار الهولندي ما يقرب من 25 عاما، وتم منحه لقب بطل قومي لإندونيسيا في 1995 .

## في وقت مبكر الحياة
أمير الدين ولد في سوا سيو، تيدور في 1738. كان والده السلطان جمال الدين، حاكم سلطنة تيدورالذي اعتقل ونفي إلى باتافيا (جاكرتا حاليا) من قبل المستعمرين الهولنديين في عام 1776. شقيقه الأصغر كان كمال الدين.

## القتال ضد الهولنديين
بعد نفى والده، الإستعمار الهولندي عين كايشيل جاي جيرا كسلطان الذي تم استبداله في وقت لاحق بابنه باترا علم؛ أمير الدين وكمال الدين عارضا هذا الاستبدال. امير الدين بعد ذلك أنشأ أسطول من كورا-كورا (قوارب تقليدية) حول جزيرة سيرام وبابوا، مشيرا إلى كمال الدين أنه السلطان الحقيقي.
في عام 1781م أعلن أمير الدين أنه يحمل لقب "Sri Paduka Maha Tuan Sultan Saidul Jehad el Ma’bus Amiruddin Syaifuddin Muhammad Syah Kaicil Paparangan" («السيد المبجل السلطان سيد الجهاد أميرالدين سيف الدين محمد شاه»). وردا على هذا؛ هاجم الإستعمار الهولندي وهزم جيش امير الدين؛ ومع ذلك، أمير الدين فلت من الإمساك به. في عام 1783 الإستعمار الهولندي هاجم جيش امير الدين مرة أخرى. القائد الهولندي وأكثر جنوده تم قتلهم والناجين تم أسرهم.
في أكتوبر عام 1783 هاجم جيش أمير الدين الإستعمار الهولندي الموجود في تيدور وكل الأوروبيين قتلوا. هذا أشعل التنافس بين مملكة تيرنات وتيدور. في نوفمبر من نفس العام، تيرنات ساعدت هولندا لمهاجمة تيدور. الإستعمار الهولندي بعدها في ديسمبر فرض اتفاق وقرر تعيين السلطان خير العلم كمال الدين الأصغر الأمير المنفي إلى سيلان، كسلطان دمية جديد.
في عام 1787، هوجمت قاعدة أمير الدين في شرق سيرام وتم الاستيلاء عليها من قبل القوات الهولندية؛ ومع ذلك، أمير الدين تمكن من الفرار. أمير الدين بعدها أنشأ قاعدة جديدة في جزيرة غورونغ. كما دخل في علاقة دبلوماسية مع بريطانيا. بعد تلقي بعض الأسلحة من بريطانيا، جيش أمير الدين هاجم الإستعمار الهولندي وانتصر في المعركة. الإستعمار الهولندي بعدها عرض علي أمير الدين منصب، إذا كان هناك تفاوض مع السلطان كمال الدين؛ ومع ذلك، رفض أمير الدين الاقتراح. ولكنه بدلا من ذلك زاد وتيرة الهجمات ضد الهولنديين، بمساعدة من قوات السلطان كمال الدين. في 1794 دعم جمال الدين الذي كان قد عاد من المنفي جهاد أمير الدين. عدة حكام من بابوا أيضا انحازوا له. في فبراير عام 1795، قاد عبد الغفور ابن أمير الدين حملة إلي تيدور. في عام 1796 استولت قوات أمير الدين علي جزر باندا. كما أنها سيطرت على جزيرة تيدور في 12 أبريل عام 1797 بعد أن أحاط بالجزيرة مع 79 من سفن أمير الدين وسفينة واحدة بريطانية. السلطان كمال الدين هرب إلى جزيرة تيرنات، تم اختيار أمير الدين بالإجماع سلطاناً جديدا لتيدور. في عام 1801، قام أمير الدين بتحرير تيرنيت من الهولنديين. توفي أمير الدين في عام 1805.